# Drude
Eine Drude (auch Drute, Trude, Trute, Trut, männlich Drud, Druder, Drudner, Trutner oder bairisch Truderer) ist ein Wesen des Volksglaubens, das sich nachts auf die Brust von Schlafenden setzt und Albträume, Beklemmungen und Atemnot verursacht. 

## Begriff
Drude geht vermutlich auf das althochdeutsche trut(a), mittelhochdeutsche trut(e) (13. Jh.) zurück, was so viel heißt wie „treten“. Zu den regionalen Bezeichnungen für Drude gehören im schwäbischen und alemannischen Raum Schrättele und Schrat, sowie im oldenburgischen Raum Walrider, Walriderske.

## Beschreibung
Im gesamten deutschsprachigen Gebiet und vielen Teilen Europas gibt es die Vorstellung von Druckgeistern. Als Drude sind sie in Süddeutschland und Österreich verbreitet. Hier sind Frauen, die dazu verdammt sind, sich jede Nacht ein Opfer zum Drücken suchen zu müssen: Erwachsene, Kinder und Haustiere werden heimgesucht, aber auch Bäume und Steine. Dazu löst sich ihre Seele vom Körper, kann als Geist durch kleinste Spalten und Schlüssellöcher in ein Zimmer dringen und dann in verschiedener Gestalt erscheinen (z. B. als Katze, Strohhalm oder Feder). Eine Frau, die diesen Drudenfluch ausüben muss, weiß davon, verheimlicht dies aber vor ihren Mitmenschen. Eine mit dem Drudenfluch belastete Frau kann sich von diesem nur befreien, wenn ihr jemand ein sehr zahmes und wichtiges Haustier zur Verfügung stellt, das diese dann besitzen kann, so dass dieses zu Tode kommt.

## Abwehr
Zur Abwehr und Enttarnung von Druden existiert eine Vielzahl an Mitteln und Methoden, die zum Teil nur regional verbreitet sind:
- Das Zauberzeichen Drudenfuß, auch Drudenkreuz genannt, soll gegen sie schützen. Der Ursprung dieses Zeichens liegt der Sage nach im vogelartigen Fußabdruck einer Drude.[3] Der Drudenfuß war im Mittelalter auch als Steinmetzzeichen gebräuchlich.
- Ebenfalls abwehrende Wirkung sollten Drudensteine (auch Hühnergott genannt) haben, die Kieselsteine mit einem natürlichen Loch, dem sogenannten Auge sind. Diese wurden zur Abwehr mit einem Band oder einer Schnur im Dachstuhl des Hauses aufgehängt. Drudensteine lassen sich z. B. in Flüssen und in größerer Zahl z. B. an Englands Südküste finden. Das Auge entsteht meist durch Auswaschung von Kalkadern in härterem Gestein.
- Das Drudenmesser hat auf seiner Klinge neun Halbmonde und Kreuze eingestanzt. Es heißt, dass man eine Windsbraut zum Herunterfallen bewegen könnte, indem man dieses Messer bei dem plötzlich entstehenden Wirbelwind hochwirft.
- Um die Drud zu enttarnen, soll man ihr befehlen, am nächsten Morgen wiederzukommen, um sich etwas zu leihen. Sie soll dann gezwungen sein, dem Befehl nachzukommen, und ist am nächsten Morgen die erste Person, die an der Türe klopft und um die entsprechende Ware bittet. Die auf diese Weise enttarnte Drud muss dann überzeugt werden, von dem Opfer in Zukunft abzulassen.